# Bytesdjur
Ett bytesdjur är ett djur som blir jagat och uppätet av predatorer.

## Olika typer av bytesdjur

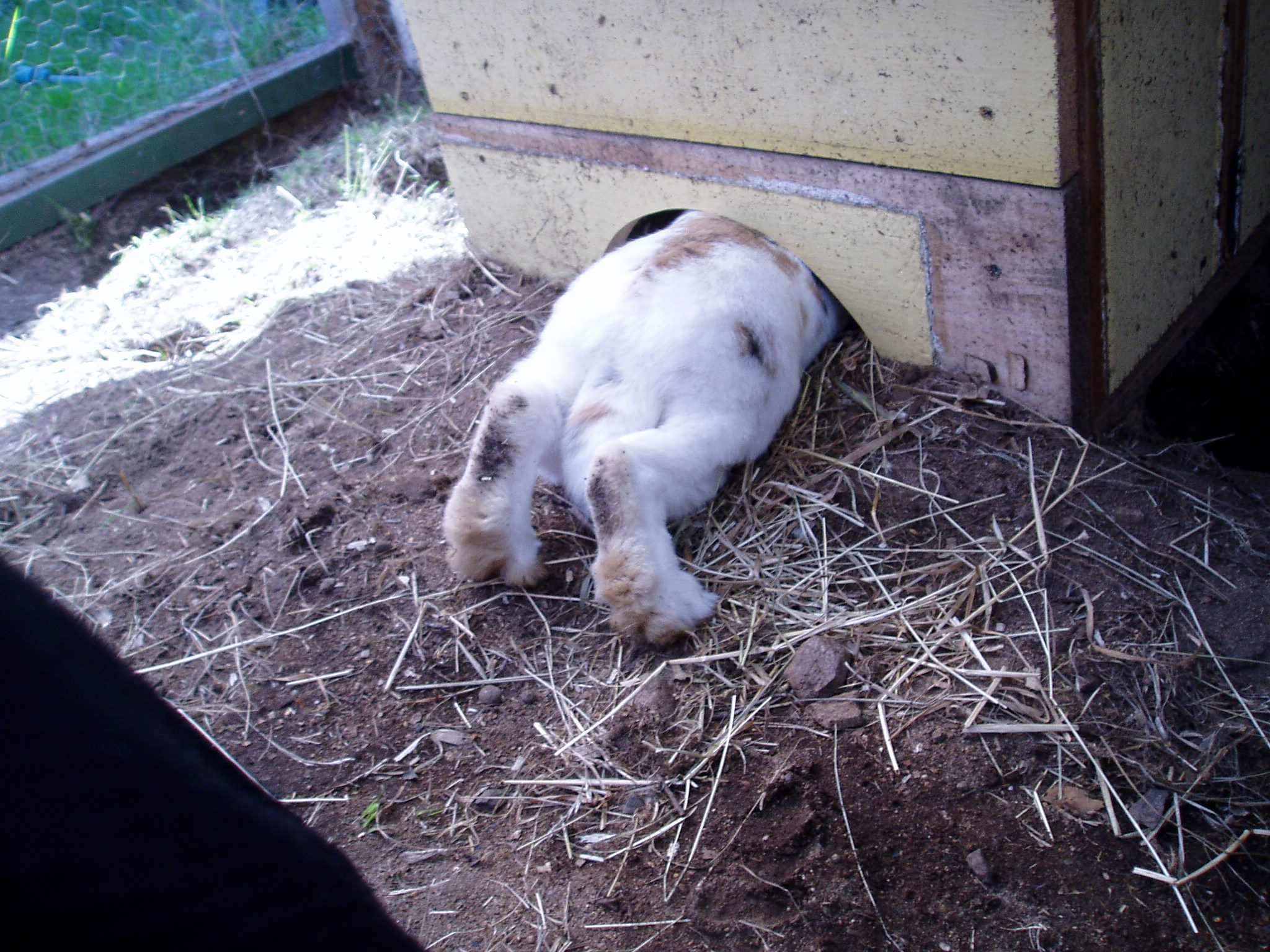
Kaniner gömmer sig instinktivt när fara hotar.

### Flyktdjur
Finns i två olika typer:
- Flyktdjur, djur som flyr från sina fiender, till exempel hjortar.
- Flykt och "göm" djur, djur som flyr och sedan gömmer sig, till exempel i en håla, som kaniner.

### Kamouflagedjur
Finns i två olika typer:
- Kamouflagedjur, djur som kamouflerar sig till stenar, grenar, blad eller dylikt, till exempel vandrande pinnar.
- "Teaterdjur", djur som låtsas vara något annat utan att försöka gömma sig, till exempel ormar som ser ut som giftiga ormar eller hönor som spelar döda.

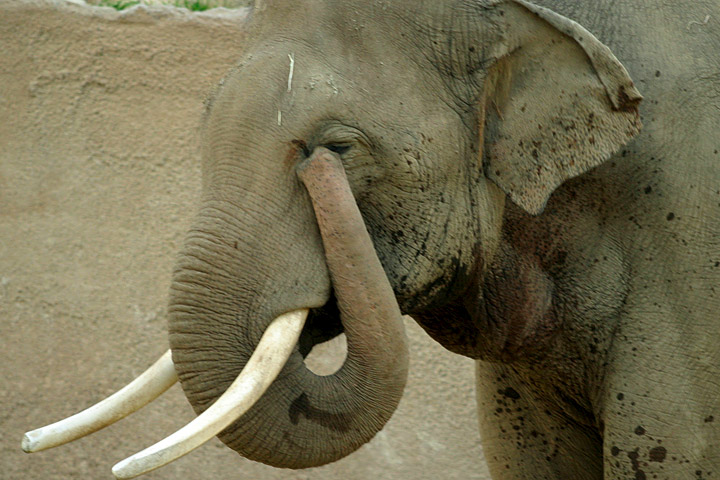
Elefanter kan försvara sig med sina stora betar.

### Försvarsdjur
- Försvarsdjur försvarar sig emot predatorer. De har ofta horn som används för försvar, eller för att kämpa om honor, till exempel älgar. Försvarsdjur försvarar även alltid sina närmaste och lämnar aldrig sina ungar eller honorna i flocken[källa behövs].

Många bytesdjur kan klassificeras på flera sätt, som giraffen som kan klassificeras både som flyktdjur och försvarsdjur.